# Ejercicio de un derecho
El ejercicio de un derecho comúnmente se ubica en el cumplimiento de un deber.
El ejercicio de un derecho se da cuando se causa algún daño al obrar en forma legítima, siempre y cuando 
exista la necesidad racional del medio empleado. Un daño realizado en el ejercicio de un derecho, se causa 
en virtud de ejercer una profesión, un deporte, una relación familiar etc.
El médico que amputa un brazo a fin de evitar que no avance la gangrena, causa una mutilación (lesión), pero su conducta (plenamente tipificable), no es antijurídica, puesto que actúa en el ejercicio de un derecho. Lo mismo se aplica al abogado y el actuario que toma un bien inmueble ajeno en virtud de una orden de embargo, no cometiendo en estos casos ningún ilícito.